# إبراهيم جبر
إبراهيم جبر (1 يناير 1961 -) ممثل ومؤلف سعودي. بدأ التمثيل بسن صغيرة وشارك بالعديد من المسلسلات والمسرحيات واعتزل التمثيل لفترة ثم عاد.

## أعماله

### في المسلسلات
- منا وفينا.
- شباب البومب.
- المال والعيال.
- الدنيا بخير.
- حامض حلو.
- الدوائر.
- خزنة.
- عائلة أبوكلش.
- أهل البلد.

### في البرامج
- برنامج cbm على قناة إم بي سي.

## وصلات خارجية
- إبراهيم جبر على موقع IMDb (الإنجليزية)
- إبراهيم جبر على موقع قاعدة بيانات الأفلام العربية